# Carmelo Cedrún Ochandategui
Carmelo Cedrún Ochandategui (Amorebieta, Biscaia, 6 de desembre de 1930), és un exfutbolista basc que jugava com a porter. És el pare d'Andoni Cedrún, qui fora porter del Reial Saragossa entre 1984 i 1995. Va ser internacional amb la selecció espanyola.

## Carrera esportiva
Els primers passos com a porter els realitzà a l'equip de la seva població natal, Amorebieta, fitxant l'any 1950 per l'Athletic Club de Bilbao.
El seu debut a Primera Divisió, amb l'Athletic Club, es produí el 15 d'abril de 1951. A la porteria blanc-i-vermella, Cedrún substituí a un dels mítics porters de la seva història, Raimundo Pérez Lezama.
El seu debut amb la selecció espanyola es produí a Istanbul el 14 de març de 1954 en el partit, Turquia 1-0 Espanya. Carmelo Cedrún fou internacional 13 vegades en les quals guanyà 4 partits, empatà 3 i perdé 6, encaixant un total de 20 gols. Com a internacional va disputar la Copa del Món de Futbol de 1962 a Xile en la qual el combinat espanyol no superà la fase de grups.
Després de 15 anys de titular a l'Athletic Club, fou substituït per un altre recordat porter de l'entitat, José Ángel Iribar, amb el qual l'any 1964 fitxà pel Reial Club Deportiu Espanyol de Barcelona on jugà fins al 1967 i després fitxà pel Baltimore Bays de la recentment fundada North American Soccer League.
Posteriorment fou també entrenador del Barakaldo CF, arribant a entrenar aquest equip a Segona Divisió la temporada (1980 - 1981).